# Kanisaari (ö i Kymmenedalen, Kotka-Fredrikshamn)
Kanisaari är en ö i Finland. Den ligger i Finska viken och i kommunen Pyttis i den ekonomiska regionen  Kotka-Fredrikshamn i landskapet Kymmenedalen, i den södra delen av landet. Ön ligger nära Kotka och omkring 110 kilometer öster om Helsingfors. Öns area är 0,3 hektar och dess största längd är 110 meter i öst-västlig riktning. Den ligger i det smala sund som avskiljer viken Heinlahti från havet.